# Пологова, Аделаида Германовна
Аделаида (Алла) Германовна Пологова (1923—2008) — русский и советский скульптор. Заслуженный художник Российской Федерации (2000) Лауреат государственной премии СССР (1989), премии Президента Российской Федерации в области литературы и искусства (2000), действительный член Российской академии художеств (2001).

## Биография
Родилась в 2 ноября 1923 года в Екатеринбурге в семье театрального художника Германа Пологова (1900—1988).
В 1948 году окончила Свердловское художественное училище, в том же году поступила в Московский институт прикладного и декоративного искусства, где училась у скульптора А. А. Стемпковского (1910—1978). В 1952 году поступила в Ленинградское высшее художественно-промышленном училище им. В. И. Мухиной, где училась у В. И. Дерунова и В. И. Ингала.
Работала в станковой и монументально-декоративной скульптуре. В 1957 году вступила в Союз художников СССР.
Умерла в Москве в 2008 году в возрасте 84 лет. Похоронена на Долгопрудненском кладбище.
Работы А. Г. Пологовой находятся в Государственной Третьяковской галерее, Государственном Русском музее, Московском музее современного искусства и других собраниях России и за рубежом.

### Выставки
Участвовала в художественных выставках с 1954 года. Выставки работ А. Г. Пологовой проходили в Москве, Санкт-Петербурге (Россия), Варшаве, Кракове, Сопоте (Польша), Берлине, Бонне (Германия), Праге (Чехия), Братиславе (Словакия), Мадриде (Испания), Дели, Калькутте, Бомбее (Индия), Пекине, Шанхае (Китай).